# Tron (хакер)
Tron (настоящее имя Борис Флоричич нем. Boris Floricic; 8 июня 1972 — между 17 и 22 октября 1998) — германский хакер и фрикер. В рамках дипломного проекта разработал одну из первых известных реализаций телефона со встроенным голосовым шифрованием, получившему название «криптофон». Его смерть при невыясненных обстоятельствах привела к появлению в германской прессе большого количества спекуляций и домыслов.
Имя Tron было выбрано Флоричичем в честь одноимённого диснеевского фильма 1982 года. Флоричич занимался взломом разнообразных систем компьютерной безопасности: среди его хакерских атак известен, в частности, взлом защиты германской телефонной карты и создание её работоспособных копий. Впоследствии он был приговорён к 15 месяцам заключения за совершённую в 1995 году кражу телефона-автомата (совершённую им в целях обратной разработки), однако затем приговор был отменён и заменён испытательным сроком.
Флоричич исчез 17 октября 1998 года и был найден 22 октября повешенным с помощью своего же ремня на дереве в парке Бритц в берлинском районе Нойкёльн. Причиной его смерти было официально объявлено самоубийство, однако его коллеги, родные и многие германские журналисты утверждали, что на самом деле имело место убийство, причём выдвигались версии как просто убийства криминальными элементами, так и убийства в связи с техническими разработками Флоричича. В прессе по просьбе родителей погибшего хакера его обычно называли «Борис Ф.», хотя в некоторых как германских, так и зарубежных публикациях его фамилия указывалась полностью: например, в Computerwoche в декабре 1998 года или в Observer в 2002 году.
Личность Флоричича вновь вызвала медийный резонанс в период с декабря 2005 по январь 2006 годов, когда его родители и тогдашний пресс-секретарь Chaos Computer Club-a Анди Мюллер-Магун, в котором состоял и Флоричич, предъявили в Германии судебный иск к фонду «Викимедиа» в связи с тем, что в разделе Википедии на немецком языке было написано настоящее имя хакера. Предъявленный ими предварительный иск включал требования убрать из статьи в немецкоязычной Википедии имя Флоричича, а также в течение двух недель после получения иска сообщить имя представителя фонда в Германии; берлинский суд удовлетворил иск, наложив временный судебный запрет на размещение информации об имени хакера, однако оно не было убрано. Эти события широко освещались в германской и нидерландской прессе. 17 января 2006 года берлинский суд удовлетворил очередной иск представителей Флоричича, наложив временный судебный запрет на использование домена wikipedia.de в качестве перенаправления на адрес, по которому можно попасть в немецкоязычную Википедию. При попытке зайти в немецкоязычную Википедию по данному адресу перед пользователем появлялось сообщение, объясняющее ситуацию. Представители «Викимедиа» заявляли, что намерены продолжать борьбу за свободу информации. Chaos Computer Club дистанцировался от событий, заявив, что это касается только родных хакера и Википедии. Анди Мюллер-Магун в интервью австрийскому онлайн-изданию Futurezone 19 января 2006 года признался, что истинной причиной подачи им иска было обнаружение рассказа, сюжет которого напоминает историю Флоричича, а главный герой носит ту же фамилию; в ответ на предъявленные претензии автор рассказа якобы заявил, что в немецкоязычной Википедии тоже указано это имя. 9 февраля 2006 года судебный запрет на использование домена wikipedia.de был отменён, а очередной иск представителей Флоричича был отклонён.